# Liste der Baudenkmäler in Neunkirchen (Unterfranken)
Auf dieser Seite sind die Baudenkmäler in der unterfränkischen Gemeinde Neunkirchen zusammengestellt. Diese Tabelle ist eine Teilliste der Liste der Baudenkmäler in Bayern. Grundlage ist die Bayerische Denkmalliste, die auf Basis des Bayerischen Denkmalschutzgesetzes vom 1. Oktober 1973 erstmals erstellt wurde und seither durch das Bayerische Landesamt für Denkmalpflege geführt wird. Die folgenden Angaben ersetzen nicht die rechtsverbindliche Auskunft der Denkmalschutzbehörde.
 Diese Liste gibt den Fortschreibungsstand vom 15. April 2020 wieder und enthält 17 Baudenkmäler.
In dieser Kartenansicht sind Baudenkmäler ohne Koordinaten mit einem roten bzw. orangen Marker dargestellt und können in der Karte gesetzt werden. Baudenkmäler ohne Bild sind mit einem blauen bzw. roten Marker gekennzeichnet, Baudenkmäler mit Bild mit einem grünen bzw. orangen Marker.

## Baudenkmäler nach Ortsteilen

### Neunkirchen
| Lage                                           | Objekt                                             | Beschreibung | Akten-Nr.     | Bild           |
| ---------------------------------------------- | -------------------------------------------------- | --- | ------------- | -------------- |
| Brügelwiesen (Standort)                        | Bildstock                                          | Unterbau mit Stipes und Mensa wohl von ehemaligem Prozessionsaltar, Sandstein, bezeichnet 1816, Nischenaufsatz mit Tonnendach, Sandstein, 1. Viertel 20. Jahrhundert | D-6-76-143-3  | BW             |
| Frankenstraße 22 (Standort)                    | Katholische Pfarrkirche St. Peter und Paul         | Saalbau mit eingezogenem rundschließendem Chor, und nördlich angebauter Sakristei, Satteldach, unverputzter Sandsteinbau mit Werksteinrahmungen, klassizistisch, 1822/27, westliche Giebelfassade als neuromanische Schaufassade mit reichen Werksteingliederungen gestaltet, Sandstein, um 1890, südlich an den Chor anschließend spätgotischer Turm des Vorgängerbaus über quadratischem Grundriss mit verschiefertem achtseitigem Spitzhelm; mit Ausstattung | D-6-76-143-1  | weitere Bilder |
| Frankenstraße 22, an Friedhofsmauer (Standort) | Stationsbilder                                     | um 1820 (derzeit eingelagert) | D-6-76-143-1  | BW             |
| Frankenstraße 30 (Standort)                    | Pfarrhof                                           | Pfarrhaus, zweigeschossiger verputzter Massivbau mit Werksteinrahmungen und Halbwalmdach, 1770, östliche Erweiterung mit Halbwalmdach und nördliches Treppenhaus mit Walmdach 20. Jahrhundert | D-6-76-143-2  | BW             |
| Frankenstraße 30 (Standort)                    | Pfarrhof                                           | Scheune, Sandsteinbau mit Halbwalmdach und verbrettertem Giebel, um 1800 | D-6-76-143-2  | BW             |
| Frankenstraße 30 (Standort)                    | Pfarrhof                                           | nördliches Nebengebäude, eingeschossiger Sandsteinbau mit Fachwerkdrempel verbrettertem Giebel und Satteldach, 19. Jahrhundert | D-6-76-143-2  | BW             |
| Frankenstraße 30 (Standort)                    | Pfarrhof                                           | südliches Nebengebäude, eingeschossiger Fachwerkbau mit Satteldach 18./19. Jahrhundert | D-6-76-143-2  | BW             |
| Nähe Dr.-Rüttiger-Straße (Standort)            | Bildhäuschen                                       | Rundbogennische mit Pietà-Relief, Sandstein, 19. Jahrhundert, 2. Hälfte 20. Jahrhundert verändert | D-6-76-143-17 | BW             |
| Nähe Frankenstraße (Standort)                  | Ehemalige Mariensäule                              | Postament mit Säulenbasis ohne Säule und Figur, Sandstein, 18./19. Jahrhundert | D-6-76-143-4  | BW             |
| Nähe Rauenberger Straße (Standort)             | Katholische Kapelle Zur schmerzhaften Muttergottes | Saalbau mit eingezogenem dreiseitig schließendem Chor und Satteldach, Sandsteinquader, Anfang 20. Jahrhundert, blechverkleideter Giebelreiter mit Pyramidendach, Mitte 20. Jahrhundert; mit Ausstattung | D-6-76-143-8  | BW             |
| Römerstraße 3 (Standort)                       | Bildstock                                          | reliefiertes Postament, Sandstein, klassizistisch, bezeichnet 1815 mit Säule und Reliefaufsatz 'Hl. Familie mit Hl. Geist' sowie Bekrönung mit Kurhut und eisernem Bischofskreuz, Sandstein, um 1800 | D-6-76-143-6  | BW             |
| Staatsstraße 507; Wetterspfad (Standort)       | Wegkreuz                                           | Kruzifix auf Postament mit Inschrifttafel, Sandstein, bezeichnet 1886 | D-6-76-143-7  | BW             |

### Richelbach
| Lage                             | Objekt                                 | Beschreibung | Akten-Nr.     | Bild |
| -------------------------------- | -------------------------------------- | --- | ------------- | ---- |
| Bischof-Schlör-Straße (Standort) | Bildstock                              | Bildsäule mit Reliefaufsatz 'Kreuzigungsgruppe / Hl. Paulus / Pietà / hl. Petrus' und Kreuzbekrönung, Sandstein, bezeichnet 1627 | D-6-76-143-22 | BW   |
| Hauptstraße 25 (Standort)        | Bildstock                              | Pfeiler mit Flachrelief und Nischenaufsatz mit Glastür Gipsfigur 'Pieta', Sandstein, neugotisch, bezeichnet 1859 | D-6-76-143-11 | BW   |
| Heßberg (Standort)               | Wegkreuz                               | Kruzifix auf Inschriftpostament, Sandstein, bezeichnet 1870 | D-6-76-143-10 | BW   |
| Im Haag (Standort)               | Mariensäule                            | Postament und Säule, monolithischer Sandstein, bezeichnet 1713, ursprüngliche Figur 1997 gestohlen und durch Neuschöpfung einer Madonna mit Kind 1997 ersetzt | D-6-76-143-12 | BW   |
| Kapellenstraße 1 (Standort)      | Katholische Filialkirche St. Bilhildis | einschiffige Kirche über kreuzförmigem Grundriss mit ausladendem breitem Querschiff und Chor mit Rundapsis, Ziegelsatteldächer, in den Zwickeln zwischen Chor und Querschiff Nebenräume, dem Langhaus vorgestellter Turm über quadratischem Grundriss mit verschiefertem Rhombendach und seitlichem Treppenturm, unverputzter Sandstein mit Werksteingliederungen, neuromanisch, 1903; mit Ausstattung | D-6-76-143-9  | BW   |
| Schulstraße 1 (Standort)         | Gedenkkreuz                            | wohl ehemals Friedhofskreuz, Kruzifix über würfelförmigem Postament, Sandstein bezeichnet 1848, renoviert 2012 | D-6-76-143-34 | BW   |

### Umpfenbach
| Lage                         | Objekt                                         | Beschreibung | Akten-Nr.     | Bild |
| ---------------------------- | ---------------------------------------------- | --- | ------------- | ---- |
| Odenwaldstraße 2 (Standort)  | Katholische Filialkirche St. Philipp und Jakob | Saalbau mit eingezogenem Chor und Sakristei in Form einer polygonalen Apsis, Chor mit Walmdach wie die Sakristei verschiefert, Langhaus mit Ziegel-Satteldach und verschiefertem Giebelreiter mit Zwiebelhaube, Sandsteinquader mit Werksteingliederungen, neugotisch und neubarock, 1880; mit Ausstattung | D-6-76-143-13 | BW   |
| Odenwaldstraße 26 (Standort) | Bauernhaus                                     | zweigeschossiges Fachwerkhaus mit Sandsteinerdgeschoss und Drittelwalmdach, 1794 | D-6-76-143-15 | BW   |
| Schloßstraße 11 (Standort)   | Ehemaliges Rittergut                           | Herrenhaus, dreigeschossiger Putzbau mit übergiebeltem Mittelrisalit, Walmdach, Ende 18. Jahrhundert | D-6-76-143-16 | BW   |
| Schloßstraße 11 (Standort)   | Ehemaliges Rittergut                           | Nebengebäude mit Satteldach, Sandstein, 2. Hälfte 19. Jahrhundert, verändert | D-6-76-143-16 | BW   |
| Schloßstraße 11 (Standort)   | Ehemaliges Rittergut                           | Kapelle, Mitte 19. Jahrhundert | D-6-76-143-16 | BW   |

## Ehemalige Baudenkmäler
| Lage                                    | Objekt     | Beschreibung                  | Akten-Nr.     | Bild |
| --------------------------------------- | ---------- | ----------------------------- | ------------- | ---- |
| Umpfenbach Odenwaldstraße 20 (Standort) | Bauernhaus | Fachwerk, 17./18. Jahrhundert | D-6-76-143-14 | BW   |